# Церковь Покрова Пресвятой Богородицы (Головково)
Церковь Покрова Пресвятой Богородицы — приходской православный храм в деревне Головково городского округа Солнечногорск Московской области. Относится к Сергиево-Посадской епархии Русской православной церкви. Здание храма является объектом культурного наследия и находится под охраной государства.

## История

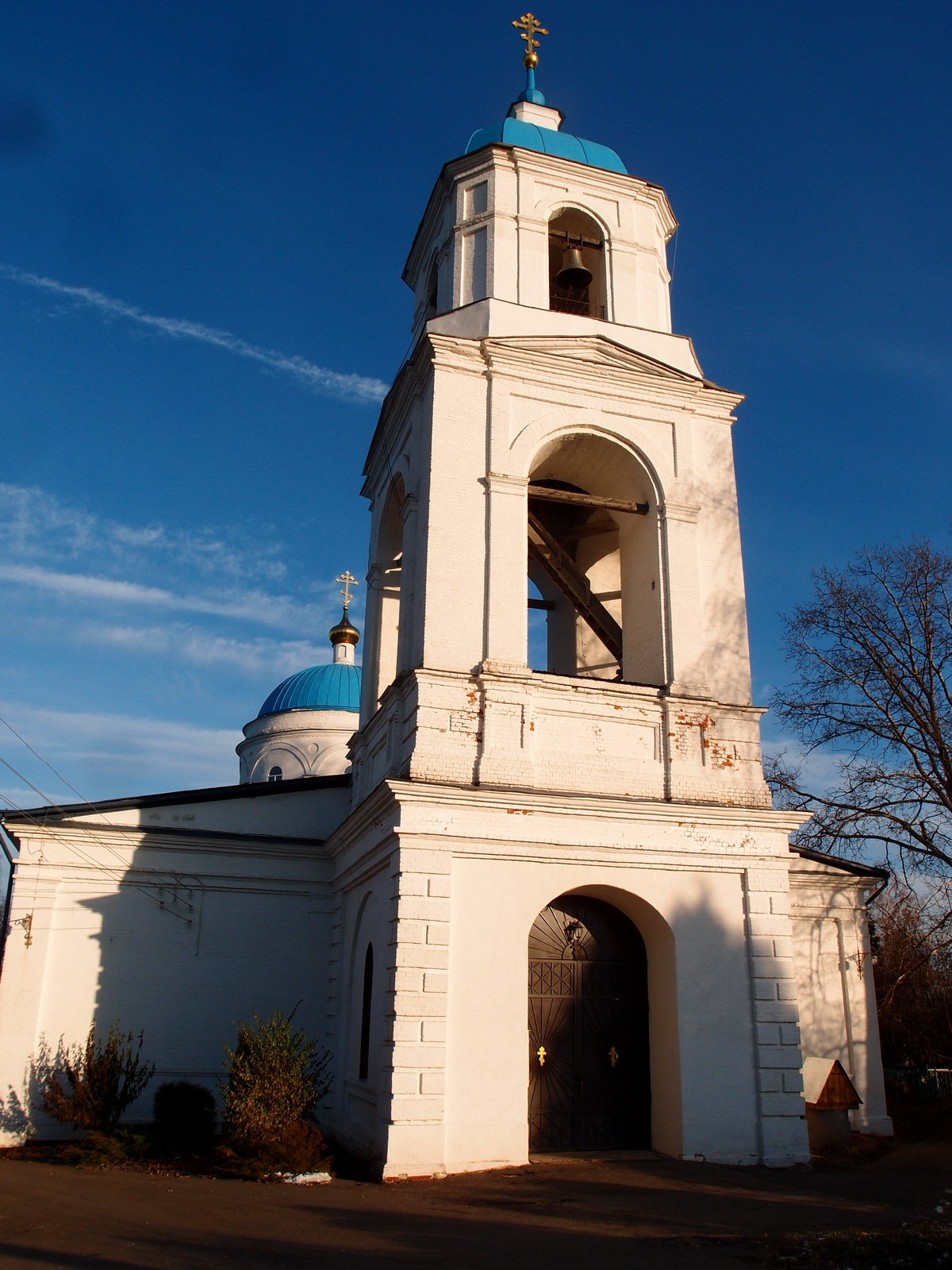
Колокольня

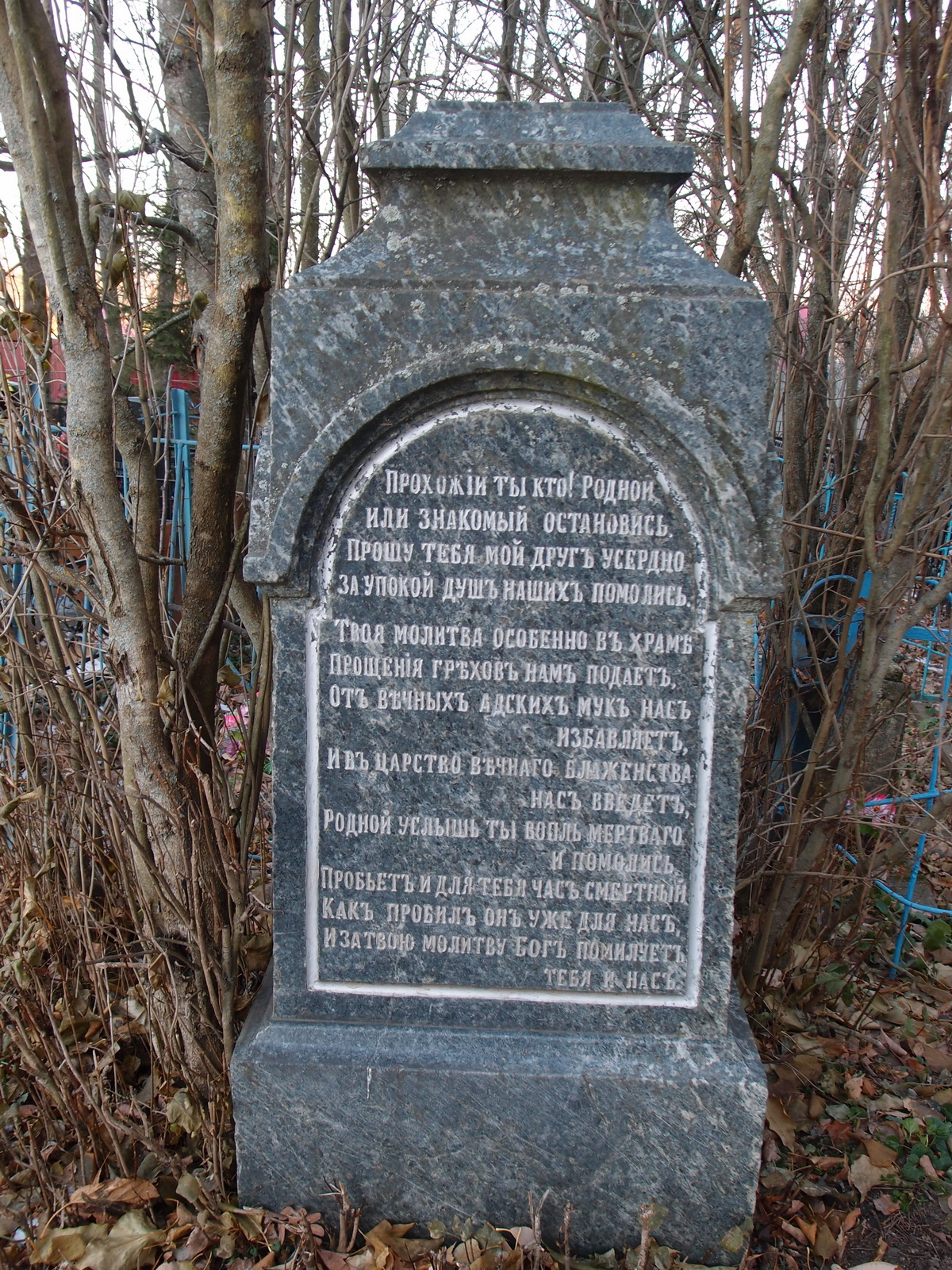
Захоронения на территории

Первые упоминания о Покровском погосте с церковью в честь Покрова Пресвятой Богородицы можно найти в писцовых книгах по Клинскому уезду от 1624-1625 годов. Исчезновение в начале XVII века Покровского погоста было последствием польско-литовского набега конца XVI начала XVII века, когда большинство деревянных храмов были уничтожены. В 1730 году в селе Головково была возведена центральная архиерейская домовая усадьба, которую привезли из Борщёва. Это были новые деревянные хоромы для епископа, архиерейский двор, а также яблоневый сад 25 х 22 сажени и ещё двор для приказчиков.
В 1762 году в селе находилась деревянная Покровская церковь. В 1786 году на месте разобранной старой церкви была возведена новая деревянная, с резным вызолоченным иконостасом.
В 1852 году прихожане обратились с просьбой о постройке каменной церкви, для которой причт обладал капиталом 5600 рублей серебром. Они же, крестьяне, обязались: построить на свои средства кирпичные сараи, доставить дрова для обжига кирпича, необходимое количество камня для бута, лес, доски и тёс для подмостьев, подвозить все строительные материалы (известь, белый камень и железо), а также организовать подушный сбор в пользу храма ржаного и ярового хлеба.
План нового храма и фасады были выполнены известным архитектором М.Д. Быковским. Инженер Грудзин осуществлял строительный надзор. К 1861 году была построена трапезная церковь и освящён правый придел во имя пророка Илии. В 1864 году строительство храма завершилось. Левый придел в честь Казанской иконы Божией Матери был освящён в 1872 году.
В Покровском храме имелся вызолоченный шестиярусный иконостас с витыми колонами и резными украшениями. В правом Ильинском приделе — предалтарный иконостас такой же работы, но трёхъярусный. В левом приделе Казанской иконы Божией Матери — предалтарный иконостас из соснового дерева о трёх ярусах, окрашенный зелёной краской. Церковь освещалась большим трёхъярусным паникадилом с 29-ю подсвечниками. На колокольне размещались 6 колоколов. В 1884 году была смонтирована по проекту архитектора Черышова ограда церкви.
В 1930-е годы церковь была закрыта, помещение стали использовать под зернохранилище. Позднее строение было разграблено.

## Современное состояние
В 1989 году сельский сход постановил начать восстановительные работы. В августе 1990 года в Покровский храм был назначен настоятель. 30 сентября 1991 года состоялось великое освящение Покровской церкви. В 2003 году реставрация храма в целом была завершена.
Покровский храм является памятником архитектуры регионального значения на основании Постановления Совета Министров РСФСР № 1327 от 30 августа 1960 года.